# Chiesa di San Giuseppe (Livorno)
La chiesa di San Giuseppe si erge a Livorno, in piazza II Giugno, lungo la strada che conduce dal Cisternone alla Porta San Marco.

## Storia
I primi anni dell'Ottocento rappresentarono per Livorno un periodo di forte espansione, con la realizzazione di nuovi quartieri e di grandi opere pubbliche nelle aree esterne al Fosso Reale, che un tempo erano invece sottoposte a servitù militari con vincolo di inedificabilità.
Così, accanto al completamente dell'acquedotto di Colognole e alla costruzione della nuova cinta doganale, furono avviati i cantieri di alcuni luoghi per il culto; in questo contesto il granduca Leopoldo II di Toscana decretò la fondazione di una chiesa parrocchiale intitolata a San Giuseppe.
L'edificio, innalzato su progetto dell'architetto fiorentino Giuseppe Puini a partire dal 1839, fu consacrato il 21 giugno 1842.
Tuttavia, già nel 1849 la chiesa venne danneggiata durante l'invasione austriaca della città e successivamente, nel 1852, fu ridotta ad ospedale per far fronte ad una violenta epidemia di colera.
Nei primi anni del Novecento la parrocchia di San Giuseppe contava 9 000 abitanti ed era la più popolata della città, ma pochi anni dopo, durante la prima guerra mondiale, la chiesa fu adibita ad uso di magazzino per il deposito del grano. Restaurata negli anni venti, fu però gravemente danneggiata durante il secondo conflitto mondiale.

## Descrizione

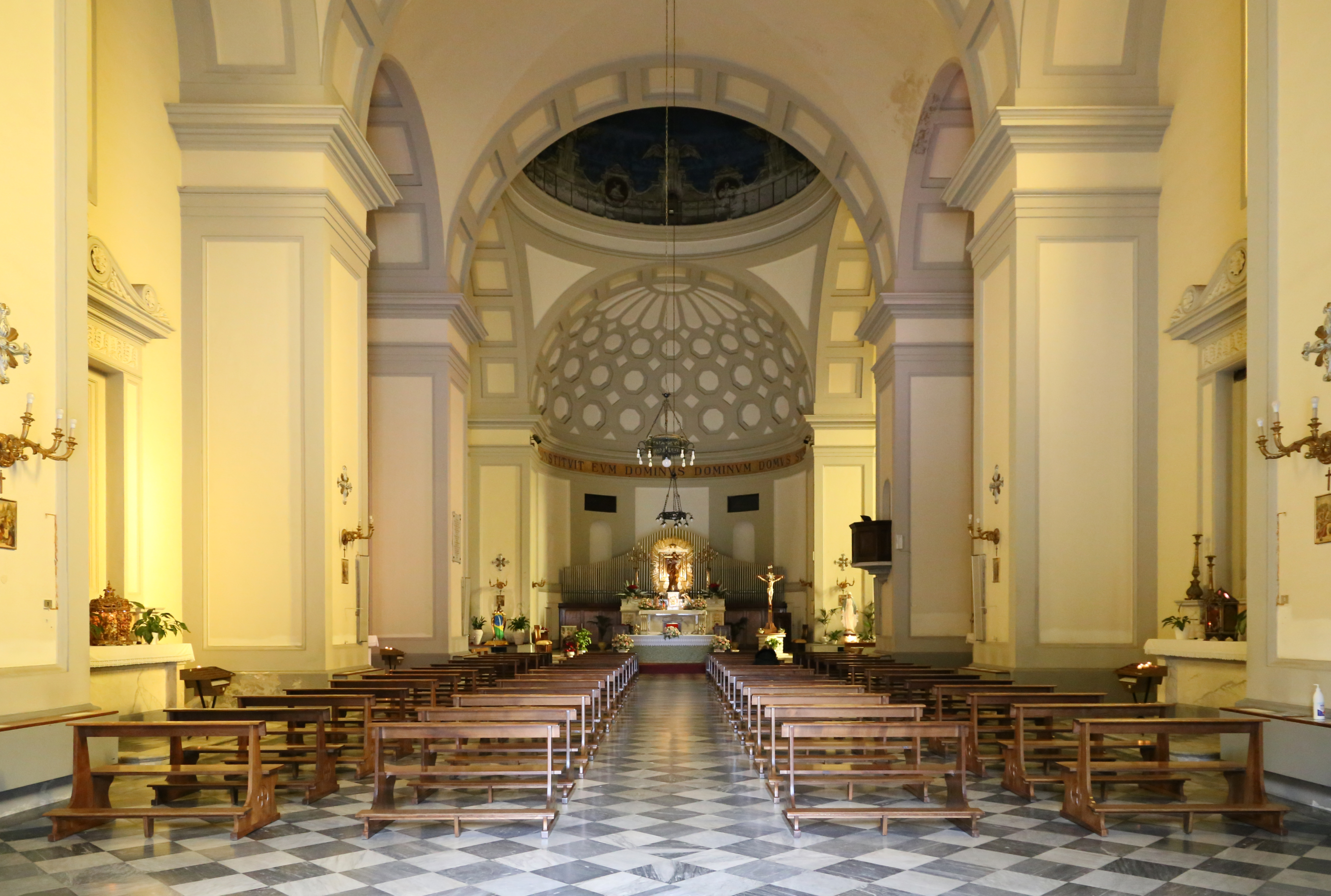
Interno della chiesa

Il tempio, restaurato nel secondo dopoguerra, presenta una caratteristica facciata di gusto neoclassico, che si richiama all'architettura del vicino Cisternone: infatti, il portale d'accesso è sovrastato da una sorta di nicchia decorata a cassettoni, al di sopra della quale si estende il frontone con al centro un piccolo orologio.
La pianta è a croce latina, con una cupola all'incrocio del corpo principale con il transetto; il campanile, colpito dai cannoni austriaci nel 1849, si eleva sul retro della fabbrica, in asse con l'abside.

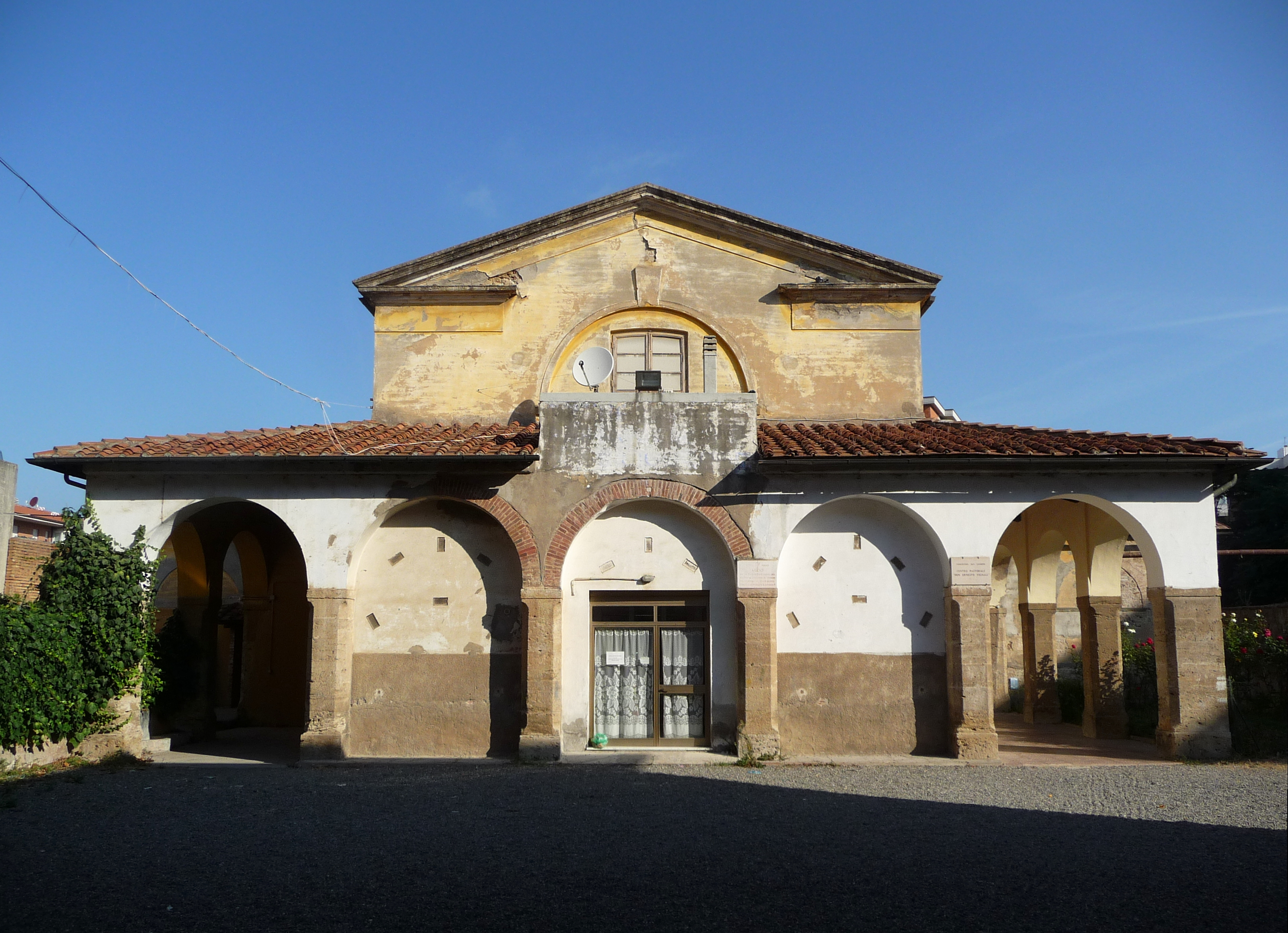
Ex sala mortuaria

L'interno, a navata unica con strette finestre a feritoia ai lati, ha perso gran parte delle opere d'arte che qui erano ospitate fino alle distruzioni della seconda guerra mondiale: da segnalare il pregevole altare del Santissimo Sacramento (ricco di marmi e posto nel braccio sinistro) e, nel braccio destro, un quadro raffigurante il Martirio dei santi Crispino e Crispiniano, opera di Giuseppe Baldini (1843).
Inoltre, di fianco alla chiesa sorge un vasto locale un tempo destinato a sala mortuaria e a sala anatomica. Oggi ospita il Centro Pastorale "Don Ernesto Vignali".
Il campanile si trova sul lato posteriore dell'edificio, è a pianta quadrata e contiene 4 campane, intonate secondo la scala diatonica maggiore di Mi₃, fuse da Carlo Moreni nel 1842.
| Campana | Fonditore                  | Anno di fusione | Materiale | Massa stimata | Diametro bocca | Nota nominale |
| ------- | -------------------------- | --------------- | --------- | ------------- | -------------- | ------------- |
| 1       | Carlo Moreni, FIRENZE [IT] | 1842            | Bronzo    | 960 kg        | 1157 mm        | Mi₃           |
| 2       | Carlo Moreni, FIRENZE [IT] | 1842            | Bronzo    | 640 kg        | 1012 mm        | Fa♯₃          |
| 3       | Carlo Moreni, FIRENZE [IT] | 1842            | Bronzo    | 490 kg        | 924 mm         | Sol♯₃         |
| 4       | Carlo Moreni, FIRENZE [IT] | 1842            | Bronzo    | 400 kg        | 866 mm         | La₃           |